# リチャード・エドモンド・リング
リチャード・エドモンド・リング（英語: Richard Edmund Lyng、1918年6月29日 - 2003年2月1日）は、アメリカ合衆国の政治家。1986年3月から1989年1月まで同国の第22代農務長官であった。

## 生涯
1918年6月29日にカリフォルニア州サンフランシスコにおいて誕生した。1940年6月にノートルダム大学を卒業し、その後はカリフォルニア州の自宅に戻り、父親の種子加工業の手伝いをした。1942年1月に陸軍に従軍して太平洋地域での戦闘に参加し、1945年10月に中佐として軍を退いた。
1949年にリングは父親が経営していた種子加工会社のエド・J・リング・カンパニー社を引き継いで社長に就任した。リングは1967年まで同社社長を務めた。また1953年にリングはカリフォルニア州種子協会の会長にも就任した。

## カリフォルニア州農務長官
1966年11月にカリフォルニア州から連邦上院議員に立候補して敗北し、リングが公職に立候補したのはこれが唯一であった。同年にリングはカリフォルニア州知事に立候補したロナルド・レーガンを支持した。リングは農業問題の顧問役としてレーガンを支援し、その後は1967年1月から1969年3月までカリフォルニア州農務長官を務める。

## アメリカ合衆国農務次官補
1969年1月にリチャード・ニクソンが大統領に就任すると、同年3月に農務次官補となった。リングはマーケティング及び消費者問題担当として着任し、ニクソンが大統領を辞任する1973年1月まで同職にあった。同年7月から1979年11月までアメリカ食肉協会の会長を務め、国内の農業政策に強い影響力を与えた。

## アメリカ合衆国農務長官
1981年2月に農務副長官になったが、1985年1月に同職を辞任してリング・アンド・レシャー社の顧問役に就任した。また1986年3月から1989年1月まで農務長官であった。

## 晩年
2003年2月1日にカリフォルニア州モデストにおいて、パーキンソン病による併発症で死亡した。

## 家族
1944年6月にベチル・ボール・リンと結婚し、2人の子女が誕生した。両者の婚姻関係は、2000年10月にベチルが死去するまで続いた。